# Adler (Biologie)
Die Einteilung der Lebewesen in Systematiken ist kontinuierlicher Gegenstand der Forschung. So existieren neben- und nacheinander verschiedene systematische Klassifikationen. 
Das hier behandelte Taxon ist durch neue Forschungen obsolet geworden oder ist aus anderen Gründen nicht Teil der in der deutschsprachigen Wikipedia dargestellten Systematik.

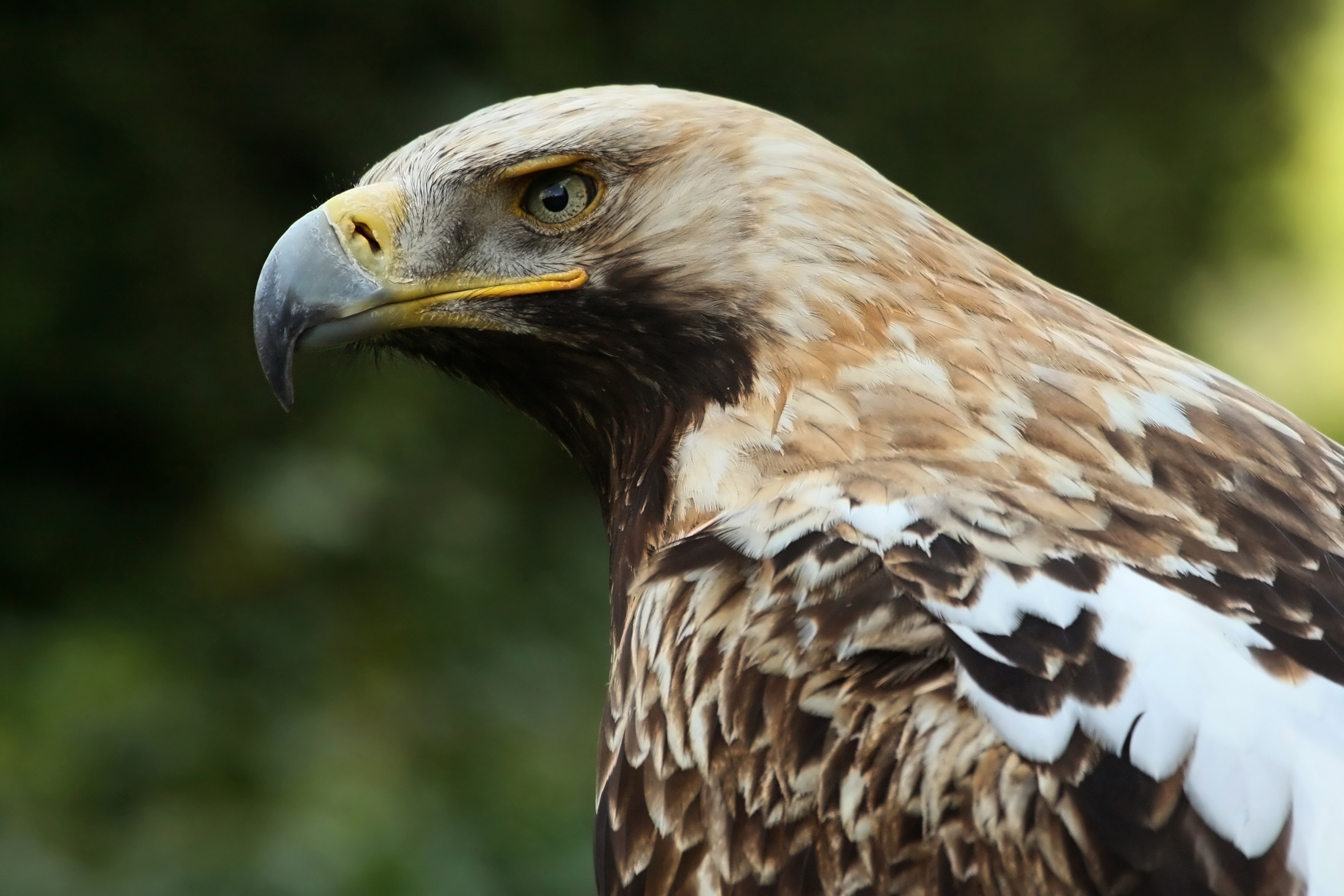
Kaiseradler

Der Begriff Adler (von mittelhochdeutsch adelar[e] für ‚Edel-Aar‘, wobei Aar Adler und Adlerartige (unedle Adler) bezeichnete) ist im weiteren Sinn eine nicht genau definierte Sammelbezeichnung für große und kräftige Arten von Greifvögeln in der Familie der Habichtartigen, wie beispielsweise für die Gattung der Seeadler, den Schlangenadler oder den Affenadler. Im engeren Sinn steht die Bezeichnung Adler für die Gattung Echte Adler (Aquila) mit den ihr zugehörigen Arten. Deren größte lebende Vertreter sind der Steinadler und der Keilschwanzadler. Außerhalb der Habichtartigen wird im Deutschen auch der in seine eigene Familie gestellte Fischadler unter die Adler gezählt.
Mit einer Spannweite bis zu 3 Meter gilt der um 1400 n. Chr. ausgestorbene Haastadler (Harpagornis moorei) als größter bekannter Adler. Sein Lebensraum befand sich auf Neuseeland.
Fasst man die oben genannten Gattungen zusammen, kommen Adler auf allen Kontinenten außer Antarktika vor.

## Jagd und Fortpflanzung
Die außerordentliche Sehschärfe ihrer Augen gestattet es allen Adlern, ihre Beute auch aus großer Höhe zu erspähen und zu erjagen. Ihre Hauptbeute sind bodenlebende Wirbeltiere, in erster Linie Säuger. Nur selten ernähren sie sich von Aas. Adler sind sehr gut daran angepasst, zum Fliegen Aufwinde zu nutzen. Der Adler packt die Beute beim Niederstoßen aus dem Flug mit den Fängen. Dabei weisen drei seiner Zehen nach vorne, die Hinterkralle durchsticht den Beutekörper in einer Zangenbewegung. Durch den Griff wird die Beute erstickt.
In das aus Zweigen gebaute Nest (Adlerhorst) legt das Weibchen im Regelfall zwei bis drei Eier. Häufig wird jedoch nur eines der Jungen aufgezogen. Alle Adlerarten sind geschützt, ihr Bestand ist durch menschlichen Einfluss gefährdet.

## Kunst und Symbolik
Die Kunst des Alten Orients verwendet den Adler in vielfachen Abwandlungen als Symboltier. Bereits 3000 v. Chr. findet sich das Mischwesen Löwenadler in mesopotamischen Darstellungen, Doppeladler sind aus dem Babylonien des 23. Jahrhunderts v. Chr. bekannt. Die Antike kennt unzählige Abbildungen des Adlers auf Vasen, Gegenständen des täglichen Gebrauchs, Münzen und Schmuckstücken sowie in der Architektur auf Reliefs, Akroterien und Giebeln.
Seit dem 5. Jahrhundert nach Christus fertigten die Goten große Adlerfibeln und Schnallen mit Adlerköpfen. Aus der romanischen Periode des Mittelalters sind mit Adlern verzierte figürliche Darstellungen von Kapitellen bekannt. Ebenfalls hervorzuheben sind die Adlerpulte christlicher Altarräume. In der Malerei erscheint der Adler häufig als Symbol für den Evangelisten Johannes.

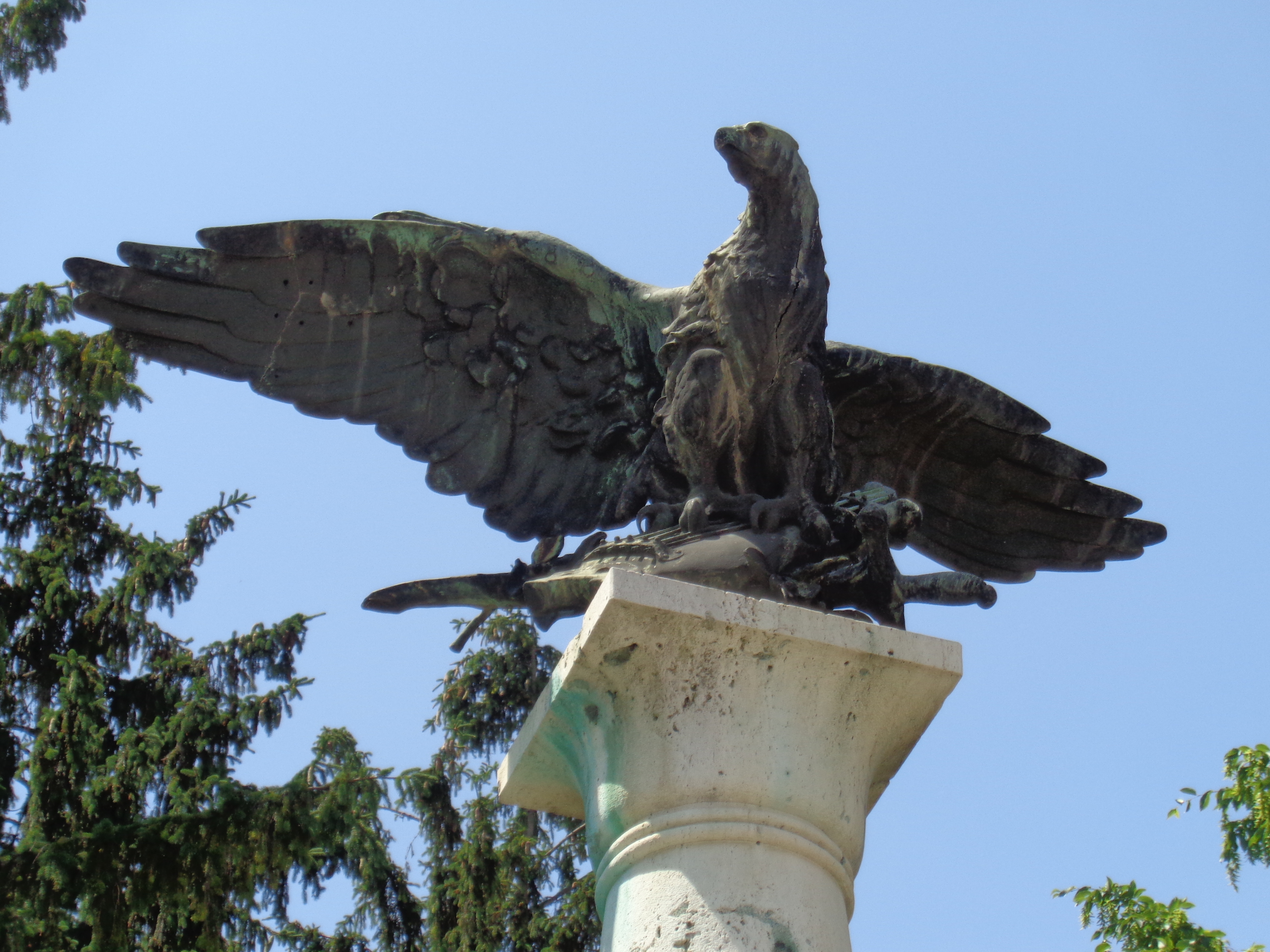
Adler in der Kunst – Symbol der Herrschaft, Kraft und Heldentum

In den Überlieferungen, dem Mythos und dem Volksglauben der frühen Hochkulturen (Ägypten, Mesopotamien) sowie der Völker des Altertums gilt der Adler allgemein als Symbol der Herrschaft und des Göttlichen. Verstärkt wurde die Symbolik durch die Darstellung von Mischwesen wie dem Greif oder den Harpyien, welche die Kraft, Stärke oder auch Gesinnung durch unterschiedliche Tierkörperteile hervorhoben. Im altindischen Rigveda überbringt der Garuda als schlangentötender Bote die Nachrichten der Götter, insbesondere von Vishnu. Der Sage nach wurde der sumerische König Gilgamesch von einem Adler gerettet. Für die antiken Griechen war der Adler das Symbol des obersten olympischen Gottes Zeus, im alten Rom war er das Zeichen der obersten römischen Gottheit Jupiter sowie der kaiserlichen Macht und in der Apotheose Zeichen der Göttlichkeit des Kaisers.
Die Federhauben (Warbonnet) nordamerikanischer Indianerstämme sind als Kopfschmuck in das stereotype „Indianer“bild eingegangen. Entgegen dem Stereotyp waren sie aber kein Zeichen für die Häuptlingswürde. Aus den Knochen fertigten sie Pfeifen.

## Wappen
Der Adler ist in der Heraldik, neben dem Löwen, das am weitesten verbreitete Wappenbild. Er fand sich bereits auf Zeichen des Staates und von Städten Babylons, auch in gemeinsamen Darstellungen mit einem Löwenkopf oder als Doppeladler. Auf Heereszeichen aus dem Perserreich, später auch Ägypten, ist der Adler zu sehen. Für den römischen Staat wurde der Adler Reichssymbol und auf Feldzeichen der römischen Legionen sowie auf Helmen und Münzen verwendet. Mit der Kaiserkrönung Karls des Großen kam der römische Adler als Symbol der kaiserlichen Macht, dargestellt auf Zepter und Prachtbauten, nach Deutschland und wurde als Reichsadler Wappentier in Deutschland. In Frankreich fand sich der Adler als Hauptzeichen des napoleonischen Kaisertums. Viele moderne Staatswappen führen heute den einköpfigen Adler in ihrem Staatswappen (z. B. Deutschland, Mexiko, Österreich, Polen, USA). Detaillierte Ausführungen sind unter Adler (Wappentier) zu finden.

## Drohnenbekämpfung
Nach Presseberichten gibt es Versuche, mit Adlern unerwünschte Drohnen zu bekämpfen. So soll die französische Armee Steinadler zur Drohnenbekämpfung an einem Stützpunkt bei Mont-de-Marsan ausgebildet haben. Versuche in den Niederlanden, Seeadler zu Drohnenjägern auszubilden, wurden 2017 abgebrochen, weitere Versuche dieser Art werden auch von der Polizei der Schweizer Stadt Genf gemeldet. In Deutschland gab es eine parlamentarische Anfrage der CDU-Fraktion im Brandenburger Landtag, bei der die Einrichtung einer „Adler-Staffel“ zur Drohnenabwehr angeregt wurde.